# (3740) Menge
(3740) Menge est un astéroïde de la ceinture principale.

## Description
(3740) Menge est un astéroïde de la ceinture principale. Il fut découvert le 1er mars 1981 à La Silla par Henri Debehogne et Giovanni de Sanctis. Il présente une orbite caractérisée par un demi-grand axe de 2,46 UA, une excentricité de 0,27 et une inclinaison de 5,8° par rapport à l'écliptique.

## Compléments